# Echinogammarus obtusidens
Echinogammarus obtusidens is een vlokreeftensoort uit de familie van de Gammaridae. De wetenschappelijke naam van de soort is voor het eerst geldig gepubliceerd in 1972 door Pinkster & Stock.